# Caumont (Eure)
Caumont – miejscowość i gmina we Francji, w regionie Normandia, w departamencie Eure. Przez miejscowość przepływa Sekwana. 
Według danych na rok 1990 gminę zamieszkiwało 951 osób, a gęstość zaludnienia wynosiła 158 osób/km² (wśród 1421 gmin Górnej Normandii Caumont plasuje się na 255. miejscu pod względem liczby ludności, natomiast pod względem powierzchni na miejscu 610.).